# Jenna Dewan
Jenna Lee Dewan, född 3 december 1980 i Hartford, Connecticut, är en amerikansk skådespelare och dansare.

## Biografi
Jenna Dewan har libanesiska och polska rötter ifrån sin far, Darryll Dewan, samt brittiska och tyska rötter ifrån sin mor, Nancy Bursch Smith. Hennes föräldrar är skilda sedan många år tillbaka, och hon har tre yngre bröder.
Hon har medverkat som backup-dansare för N'Sync och Janet Jackson. I mars 2014 bekräftades det att serien Häxorna i East End som Dewan medverkar i skulle förnyas och få en andra säsong, då serien blivit populär i USA. Den andra och sista säsongen sändes detta år i 13 avsnitt mot 10 avsnitt första säsongen. 
Dewan gifte sig med Channing Tatum år 2009, som även var hennes motspelare och danspartner i filmerna Step Up och 10 Years. De har en dotter, född 2013. Den 2 april 2018, efter nio års äktenskap meddelade paret att de hade separerat. Skilsmässan gick igenom 2019. 2018 träffade hon skådespelaren Steve Kazee; paret förlovade sig 2020. De har ett barn tillsammans och meddelade tidigt 2024 att ett andra är på väg. 
Dewan är aktiv inom djurrätt, och hon har dessutom gjort en kampanj för PETA, då hon poserade naken inför kameran målad i endast färg som skulle föreställa djurens päls. Hon har också varit vegan.

## Filmografi

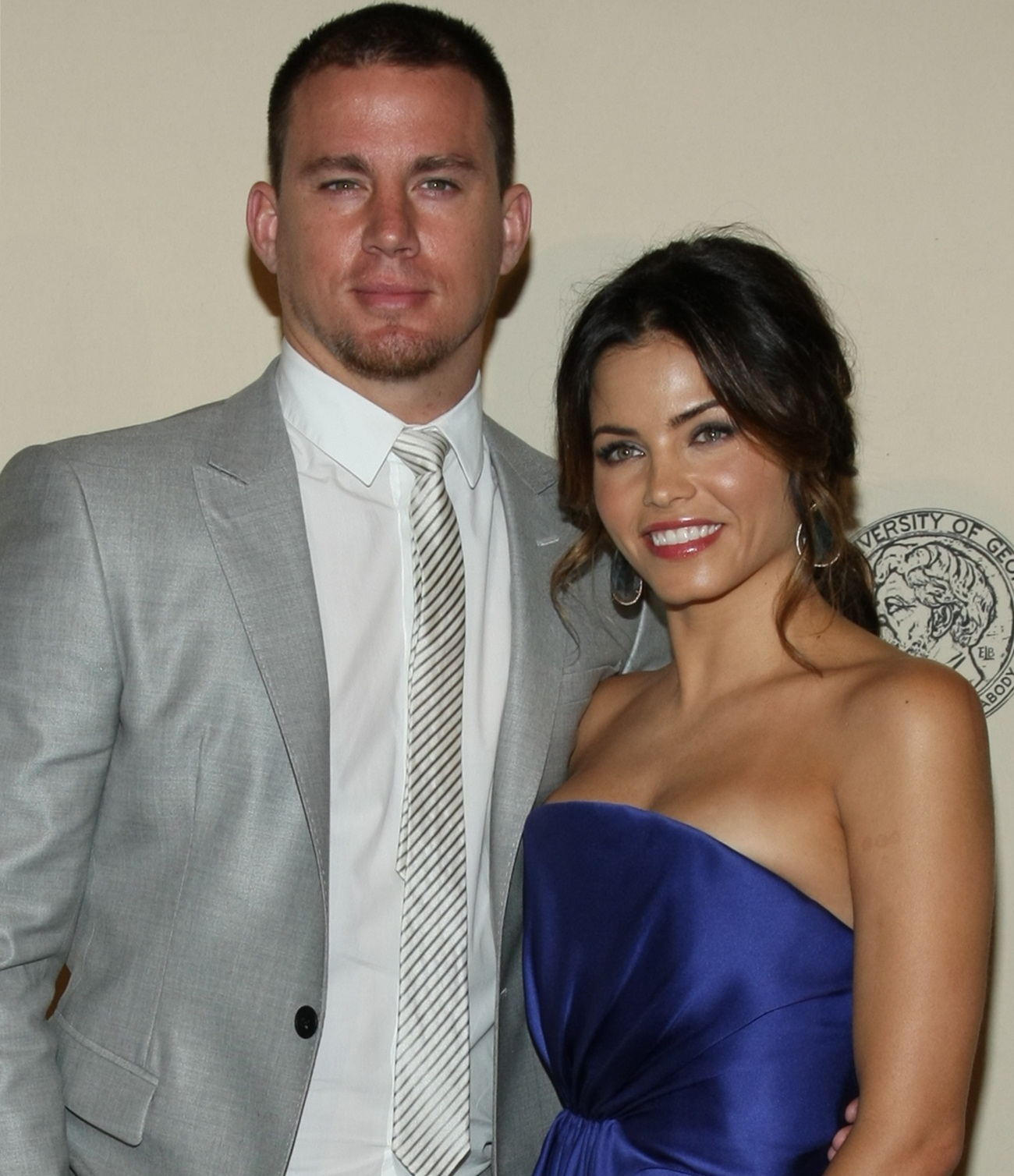
Jenna Dewan tillsammans med sin ex-make, skådespelaren Channing Tatum 2012.

### Filmer
| År   | Titel                                             | Roll               | Noteringar           |
| ---- | ------------------------------------------------- | ------------------ | -------------------- |
| 2002 | The Hot Chick                                     | Bianca             |                      |
| 2005 | Waterborne                                        | Devi               |                      |
| 2005 | Tamara                                            | Tamara Riley       |                      |
| 2006 | Take the Lead                                     | Sasha              |                      |
| 2006 | Step Up                                           | Nora Clark         | Möter Channing Tatum |
| 2006 | The Grudge 2 - Förbannelsen fortsätter            | Sally              |                      |
| 2008 | Love Lies Bleeding                                | Amber              | Direkt till video    |
| 2008 | Fab Five: The Texas Cheerleader Scandal           | Emma Carr          | TV-film              |
| 2009 | Falling Awake                                     | Alessandra         |                      |
| 2009 | The Six Wives of Henry Lefay                      | Sarah Jane         |                      |
| 2009 | The Jerk Theory                                   | Molly Taylor       |                      |
| 2009 | American Virgin                                   | Priscilla White    |                      |
| 2011 | The Legend of Hell's Gate: An American Conspiracy | Katherine Prescott |                      |
| 2011 | Balls to the Wall                                 | Rachel Matthews    |                      |
| 2011 | 10 Years                                          | Jess               |                      |
| 2011 | Setup                                             | Mia                |                      |
| 2012 | Slightly Single in L.A.                           | Hallie             |                      |
| 2013 | She Made Them Do It                               | Sarah Pender       | TV-film              |

### TV-serier
| År        | Titel                      | Roll            | Noteringar                          |
| --------- | -------------------------- | --------------- | ----------------------------------- |
| 2004      | Quintuplets                | Haley           | Avsnitt: "Little Man on Campus"     |
| 2004      | The Young and the Restless | Donna           | 2 avsnitt                           |
| 2005      | Joey                       | Tanya           | Avsnitt: "Joey and the Break-up"    |
| 2009      | Melrose Place              | Kendra Wilson   | 2 avsnitt                           |
| 2011      | The Playboy Club           | Bunny Janie     | Huvudroll; 3 avsnitt                |
| 2012–2013 | American Horror Story      | Teresa Morrison | 6 avsnitt (2 okrediterad)           |
| 2013–idag | Witches of East End        | Freya Beauchamp | Huvudroll                           |
| 2014      | The Mindy Project          | Brooke          | Avsnitt: "Be Cool"                  |
| 2014      | So You Think You Can Dance | Sig själv       | Gästdomare; avsnitt: "Auditions #4" |